# Ernst-Eberhard Hell

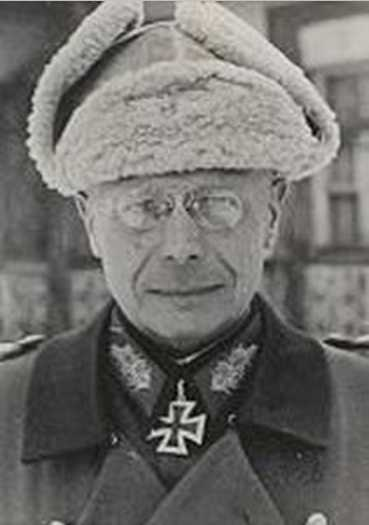
Ernst-Eberhard Hell

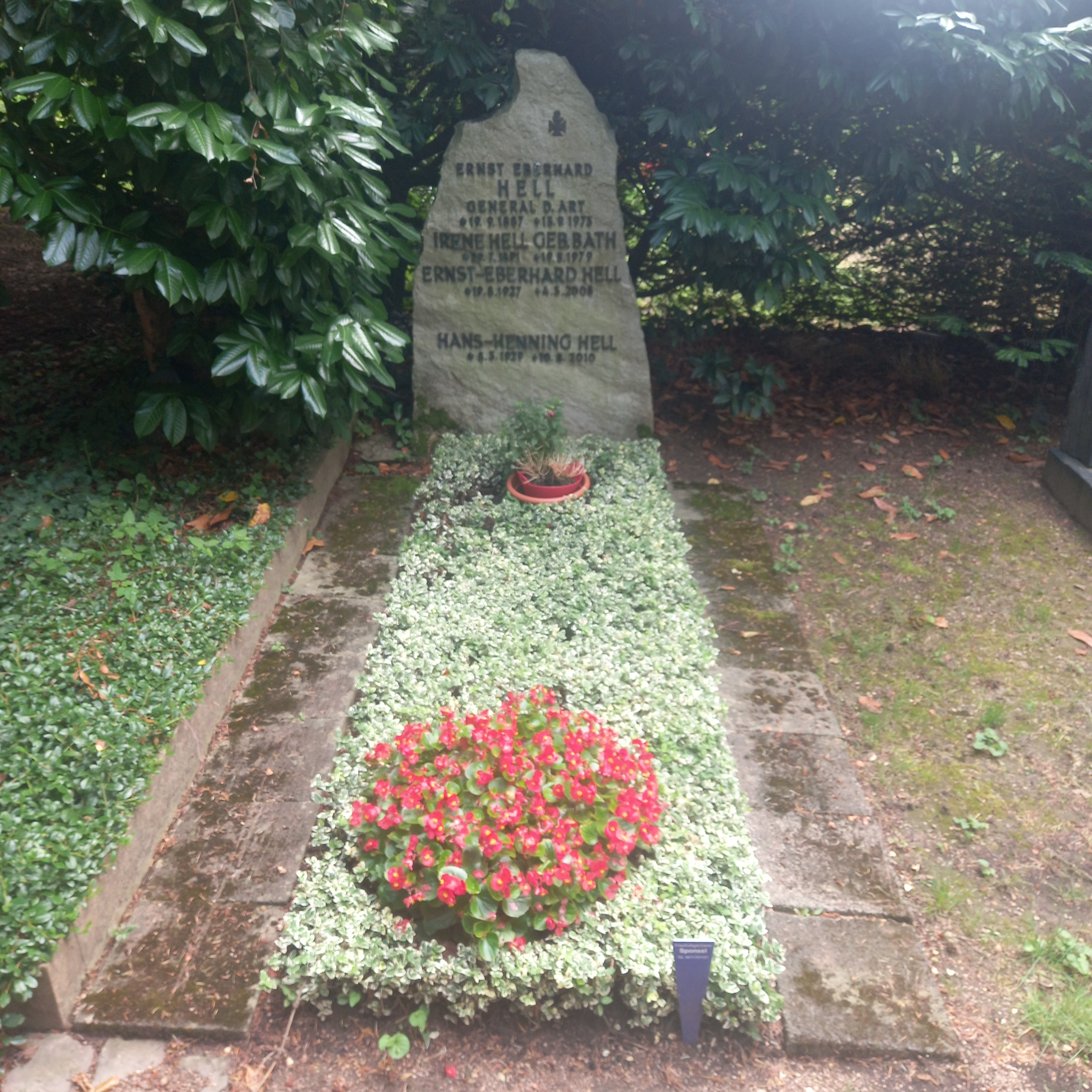
Das Grab von Ernst-Eberhard Hell und seiner Ehefrau Else geborene Bath auf dem Südfriedhof (Wiesbaden)

Ernst-Eberhard Hell (* 19. September 1887 in Stade; † 15. September 1973 in Wiesbaden) war ein deutscher General der Artillerie im Zweiten Weltkrieg.

## Leben
Hell trat am 1. März 1906 als Fahnenjunker in das 1. Kurhessische Feldartillerie-Regiment Nr. 11 der Preußischen Armee in Kassel ein. Nach seiner Beförderung zum Leutnant am 16. August 1907 wurde er zur weiteren Ausbildung vom 1. Oktober 1909 bis 17. Dezember 1912 an die Militärtechnische Akademie nach Charlottenburg kommandiert. Im Anschluss folgte seine Versetzung in das 1. Lothringische Feldartillerie-Regiment Nr. 33. Hier war Hell ab 19. Februar 1914 als Adjutant der II. Abteilung tätig.
In dieser Funktion blieb Hell auch über den Ausbruch des Ersten Weltkriegs und nahm mit dem Regiment an den Kämpfen an der Westfront teil. Am 8. Oktober 1914 wurde Hell zum Oberleutnant befördert. Von Mai bis Mitte Juni 1915 fungierte er als Batterieführer in den Argonnen, um anschließend zur deutschen Militärmissionen im Osmanischen Reich versetzt zu werden. Dort erhielt er am 18. Oktober 1915 seine Beförderung zum Hauptmann. Am 16. März 1916 folgte seine Rückversetzung. Vom 4. November 1916 bis über das Kriegsende hinaus hatte Hell dann verschiedene Generalstabsverwendungen inne. Für sein Wirken hatte man ihn mit beiden Klassen des Eisernen Kreuzes und dem Bayerischen Militärverdienstorden IV. Klasse mit Schwertern ausgezeichnet. Die Verbündeten verliehen ihm das Österreichische Militärverdienstkreuz III. Klasse mit Kriegsdekoration sowie die Silberne Liakat-Medaille mit Säbeln und den Eisernen Halbmond.
Nach dem Ende des Ersten Weltkriegs wurde Hell in die Reichswehr übernommen und zunächst im Stab des Gruppenkommandos 2 verwendet. Von dort versetzte man ihn am 1. April 1922 in den Stab des Infanterieführers VI nach Hannover. Am 1. Oktober 1924 wurde Hell schließlich zum Chef der 11. Batterie des 6. (Preußisches) Artillerie-Regiments ernannt.
Vor dem Beginn des Zweiten Weltkriegs wurde Hell zum Kommandeur der 269. Infanterie-Division ernannt, die er im Westfeldzug führte. Anschließend war er vom 12. August 1940 bis 7. Januar 1942 Kommandeur der 15. Infanterie-Division. Dann beauftragte man ihn mit der Führung des VII. Armeekorps. Am 28. Februar 1942 wurde Hell schließlich mit Rangdienstalter vom 1. März 1942 zum General der Artillerie befördert und mit diesem Datum auch zum Kommandierenden General des Korps ernannt. In dieser Stellung erhielt Hell am 14. Juni 1942 das Deutsche Kreuz in Gold, am 1. Februar 1943 das Ritterkreuz des Eisernen Kreuzes sowie am 4. Juni 1944 das Eichenlaub zum Ritterkreuz des Eisernen Kreuzes (487. Verleihung). Ferner wurde er am 
12. März 1944 im Wehrmachtbericht genannt.
Ab August 1944 befand sich Hell in sowjetischer Kriegsgefangenschaft. Dort betätigte er sich im Nationalkomitee Freies Deutschland und gehörte zum Jahresende 1944 zu einer Gruppe von 50 deutschen Generalen, die in der UdSSR den auf den 8. Dezember 1944 datierten Aufruf An Volk und Wehrmacht unterzeichneten, in dem die deutsche Bevölkerung und Armee zur Trennung von der NS-Führung sowie zur Beendigung des Krieges aufgefordert wurden.
Am 8. Oktober 1955 wurde er aus der Kriegsgefangenschaft entlassen.